# Domenico Mordini
Domenico Mordini   (Gènova, 7 d'abril de 1898 - Gènova, 12 de març de 1948) va ser un regatista italià, vencedor d'una medalla olímpica.
El 1936 va prendre part en els Jocs Olímpics d'Estiu de Berlín, on va guanyar la medalla d'or en la competició de 8 metres, a bord de l'Italia, del programa de vela.